# 멜 셰퍼드
멜빈 휜필드 "멜" 셰퍼드(Melvin Whinfield "Mel" Sheppard, 1883년 9월 5일 ~ 1942년 1월 4일)는 미국의 육상 선수로 아일랜드계 미국인 육상 클럽의 일원이며, 1908년과 1912년 하계 올림픽에서 4개의 금메달을 획득하였다.

## 어린 시절
뉴저지주 데트포드 군구의 앨머너슨 구역에서 태어나 9세 때 클레이턴으로 이주하였다. 해던필드로 이주하기 전에 유리 공장에서 일하고나서, 10대 중반 때에 필라델피아의 그레이스 페리로 이주하였다.
1906년부터 1908년까지 880 야드(805m)의 AAU 타이틀을 연속적으로 우승하여 런던 올림픽에서 중거리달리기의 주요 우승 후보가 되었다. 1907년 후반으로 봐서 셰퍼드는 600 야드, 880 야드, 1000 야드와 1 마일의 세계 실내 기록을 보유하였다.

## 1908년 하계 올림픽
이전 올림픽 경기들이 하루의 최고 마일 선수들에 의하여 잘 참석되지 않으면서 1908년 하계 올림픽은 처음으로 1500m를 위한 진실한 선수권이었다. 하지만, 결승전들을 위한 예선들은 그들의 체제에서 급변하였다. 8개 예선들의 각각의 우승자들만이 결승전에 합격하고 최고 선수들이 그들의 예선들에서 갈라진 것을 보증하는 데 시드가 없었다. 따라서 1906년 중간 올림픽 우승자 짐 라이트바디, 종목 역사상 두번째로 빠른 존 홀스테드와 3회의 AAA 우승자 조지 버터필드는 모두 탈락하였다.
셰퍼드는 1500m를 우승하는 데 첫 라운드에서 올림픽 기록 4분 05.0초를 세웠다. 다음 날에 열린 결승전에서 그는 노먼 할로스의 4분 03.6초 기록을 일치하면서 금메달을 획득하였다.
800m에서 셰퍼드는 준결승전에서 1분 58.0초로 이겼는 데, 제임스 린토트가 경주를 통하여 가까이 남아 셰퍼드를 경기로부터 기권시키는 위협을 가하였다. 선두 주자로 있으면서 셰퍼드는 800m 결승전에서 첫 400m를 53초로 달리고, 세계 기록 1분 52.8초를 세우면서 우승하였다.
혼합 릴레이에서 세번째 금메달을 땄다. 그는 미국 팀의 마지막 주자였고, 1600m 경주의 절반을 완전하게 달렸다. 그는 같은 육상 클럽의 동료이자, 아프리카계 미국인 최초로 올림픽 금메달리스트가 된 존 테일러로부터 배턴을 이어받았다. 개인적 경주에서처럼 좋은 형상을 보이지 않았어도 셰퍼드는 팀 동료 윌리엄 해밀턴, 너대니얼 카트멜과 테일러에 의하여 주어진 선두를 유지하는 데 약간의 위기를 겪었다. 미국 팀은 첫 라운드와 결승전을 각각 3분 27.2초와 3분 29.4초로 우승하였다. 결승전에서 셰퍼드의 800m 분할은 1분 55.4초였다.

## 1 마일 릴레이 세계 기록
1909년 트레이버스 아일랜드에서 열린 아마추어 육상 연합 도시 선수권에서 셰퍼드는 아일랜드계 미국인 육상 클럽의 4인조 릴레이 팀의 일원으로 3분, 20.5분의 2초와 함께 1 마일 릴레이의 세계 기록을 깼다. 기록을 깬 팀의 나머지 3명의 선수는 C. S. 캐서라, 윌리엄 로빈스와 제임스 로젠버거였다.

## 1912년 하계 올림픽
1911년과 1912년 880 야드(800m)의 AAU 타이틀을 우승한 후, 셰퍼드는 스톡홀름 올림픽에서 800m 타이틀을 유지할 우승 후보였다. 올림픽에서 그는 런던에서처럼 똑같은 전술을 시도하였으나 52.4초의 시작 바퀴에서 1분 51.9초의 세계 신기록을 세운 테드 메러디스에 의하여 밀렸다. 셰퍼드는 3분 16.6초의 세계 기록을 세운 1600m 릴레이에서 선두로 달리면서 자신의 4번째 금메달을 획득하였다.

## 이후의 경력
셰퍼드는 뉴저지 국립 호위대와 69 연대의 일원이었다. 제1차 세계 대전이 일어나는 동안 그는 몇몇의 군사 훈련소들에서 육상 지휘자를 지냈다. 전쟁이 끝나자 몇몇의 아마추어 육상 클럽들의 코치를 맡았다. 후에 존 워너메이커를 위하여 일하였고, 워너메이커스 백화점의 종업원들에 의하여 이루어진 밀로즈 A. A.의 오락 관리자였다.
58세의 나이로 뉴욕 퀸스 베이사이드의 자택에서 사망하였다.